# Chruścina

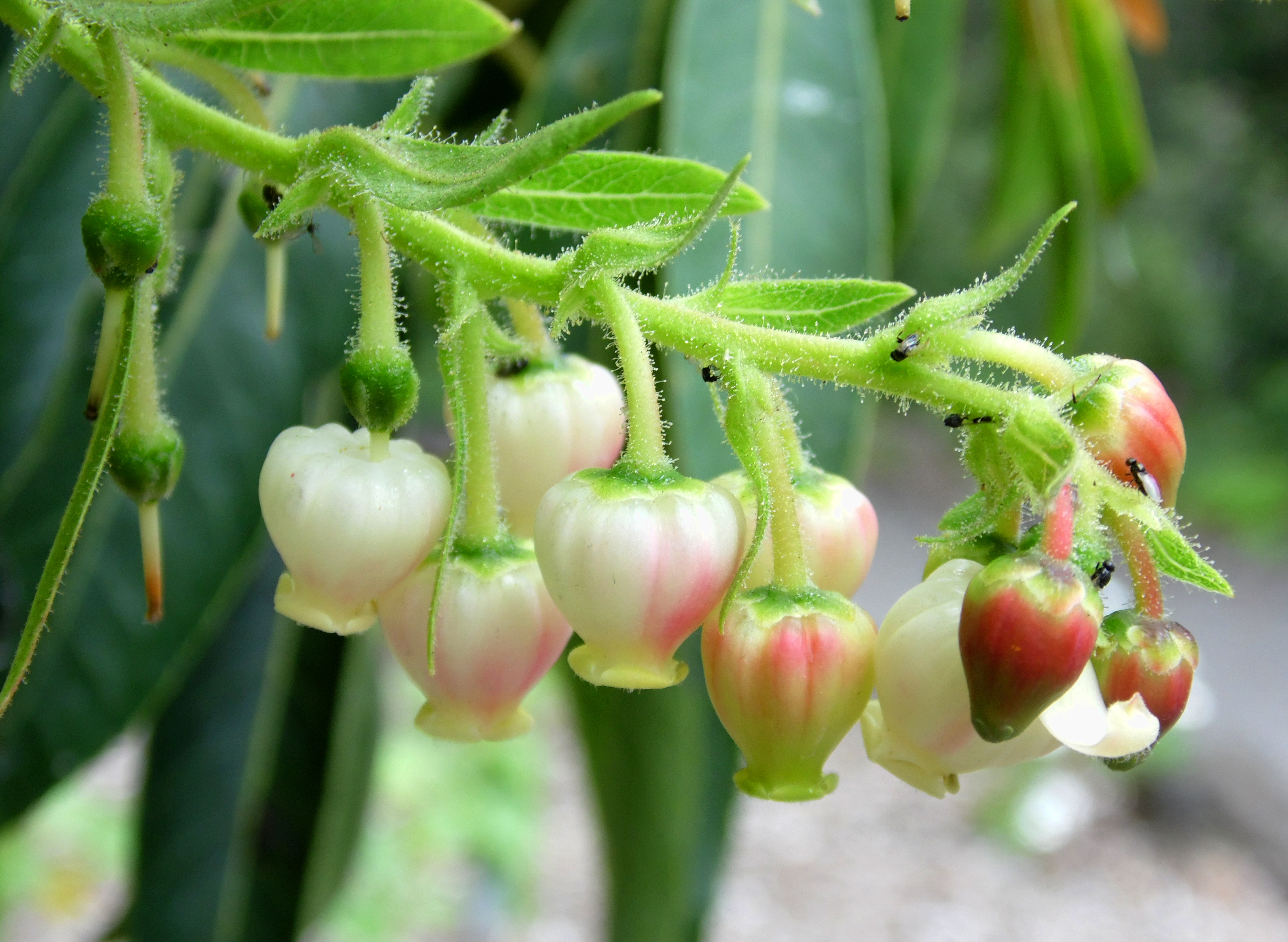
Arbutus canariensis

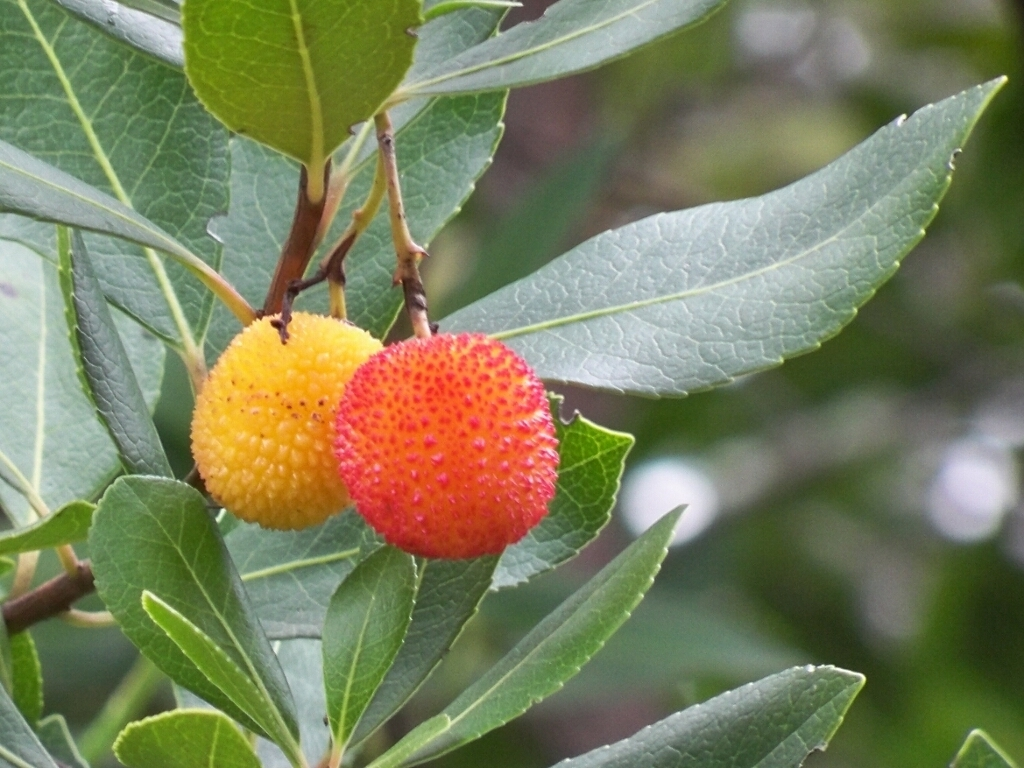
Arbutus unedo

Chruścina, jeżówka (Arbutus) – rodzaj roślin z rodziny wrzosowatych. Obejmuje około 10 gatunków. Pięć z nich występuje w Ameryce Środkowej i w południowo-zachodniej części Ameryki Północnej. Pozostałe rosną głównie w basenie Morza Śródziemnego, z A. unedo sięgającym na północy do południowo-zachodniej Irlandii i A. canariensis występującym na Wyspach Kanaryjskich. Rosną w lasach i zaroślach na skałach, zarówno kwaśnych, jak i wapiennych. Niektóre gatunki uprawiane są jako ozdobne. Owoce chruściny jagodnej spożywane są na surowo (mają raczej mdły smak) i w przetworach.

## Morfologia
PokrójKrzewy i drzewa o wysokości do 40 m. Wyróżniają się zwykle korą gładką i czerwonobrązową, łuszczącą się cienkimi płatami. Młode pędy zwykle gruczołowato owłosione, rzadziej nagie.
LiścieSkrętoległe, zimozielone, za młodu zwykle owłosione. Blaszka liściowa owalna, skórzasta, całobrzega lub ząbkowana.
KwiatyObupłciowe, zebrane po 10–40 w złożonych gronach. Działek kielicha pięć. Są one trwałe, zrośnięte u nasady, kształtu owalnego do trójkątnego Korona urnowata, utworzona w wyniku zrośnięcia pięciu płatków; ma kolor kremowobiały do żółtawego. Pręcików jest 10, u nasady ich nitki są spęczniałe, pylnik z dwoma odgiętymi pazurkami. Zalążnia górna, 5-komorowa. Zwieńczona jest pojedynczą, prostą szyjką słupka zakończoną główkowatym znamieniem.
OwoceNagie, owłosione lub z drobnymi wyrostkami, kulistawe jagody barwy czerwonej, pomarańczowoczerwonej do ciemnoczerwonej, zawierające 1–5 nasion.

## Systematyka
Rodzaj należy do podrodziny Arbutoideae w rodzinie wrzosowatych Ericaceae.
Wykaz gatunków
- Arbutus andrachne L. – chruścina szkarłatna
- Arbutus × andrachnoides Link
- Arbutus × androsterilis M.Salas & al.
- Arbutus arizonica (A.Gray) Sarg.
- Arbutus canariensis Duhamel
- Arbutus madrensis S.González
- Arbutus menziesii Pursh
- Arbutus occidentalis McVaugh & Rosatti
- Arbutus tessellata P.D.Sørensen
- Arbutus unedo L. – chruścina jagodna, poziomkowe drzewo
- Arbutus xalapensis Kunth